# Hemiargus hanno
Hemiargus hanno är en fjärilsart som beskrevs av Stoll 1790. Hemiargus hanno ingår i släktet Hemiargus och familjen juvelvingar. Inga underarter finns listade i Catalogue of Life.

## Bildgalleri

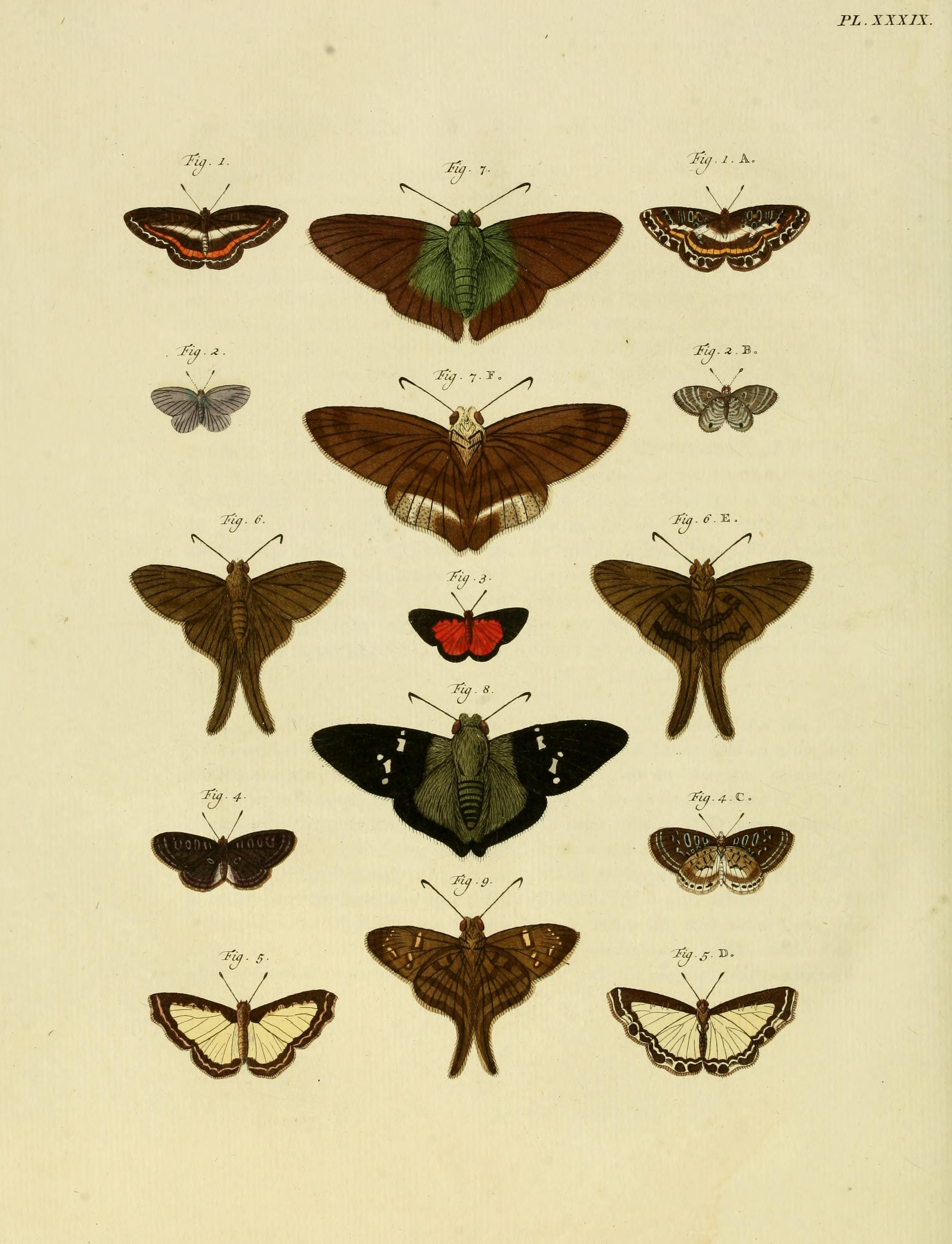